# Черногрязка (река, впадает в Островенское озеро)
Черногрязка (в нижнем течении — Глотовица) — река в России, протекает по территории Ореховского сельского поселения в Мошенском районе Новгородской области.

## Морфометрия
Суммарная длина реки составляет 17 км.

## Гидрография
Черногрязка вытекает из болота северо-западнее деревни Дубишки и течёт на север по болотной лесной местности, северо-восточнее деревни Ездуново поворачивает на запад. Далее протекает через озеро Каркомля, впадая в него с севера между деревнями Зиновково и Ивановское, и вытекая с западной стороны северной части под названием Глотовица. От Каркомли течёт в сторону деревни Ивановское, потом поворачивает около неё на северо-запад и через два километра впадает с севера в северо-восточную часть озера Островенское.
Крупнейшим притоком является ручей Черногрязка, который впадает в Черногрязку с правой стороны, напротив Слюбенского озера, расположенного в полутора километрах западнее.

## Населённые пункты
Около устья Черногрязки стоят деревни Ездуново, Зиновково и Ивановское Ореховского сельского поселения. На левом берегу Глотовицы стоят та же Ивановское и Ореховно.

## Данные водного реестра
В государственном водном реестре России реки зарегистрированы как одна река Черногрязка. Относятся к Балтийскому бассейновому округу, водохозяйственный участок реки — Мста без р. Шлина от истока до Вышневолоцкого г/у, речной подбассейн рек — Волхов. Относятся к речному бассейну реки Нева (включая бассейны рек Онежского и Ладожского озера).